# Russell Westbrook
Russell Westbrook III (Long Beach, 12 de novembro de 1988) é um jogador norte-americano de basquetebol profissional que atualmente joga no Denver Nuggets na National Basketball Association (NBA).
Ele jogou basquete universitário pelo UCLA Bruins e foi selecionado pelo Seattle SuperSonics como a 4º escolha geral no draft da NBA de 2008. Os SuperSonics se mudaram para Oklahoma City na mesma semana. Westbrook jogou pelo Thunder por 11 temporadas e é o maior artilheiro de todos os tempos da equipe. Em 2019, Westbrook foi negociado com o Houston Rockets, jogando uma temporada pela organização antes de ser negociado novamente com o Washington Wizards em 2020. Depois de uma temporada em Washington, ele foi negociado com o Los Angeles Lakers em 2021. Após duas temporadas relativamente decepcionantes com os Lakers, Westbrook foi negociado com o Utah Jazz em 2023 e se junto ao Los Angeles Clippers mais tarde na temporada.
Membro dos 75 grandes jogadores da história da NBA, Westbrook foi selecionado nove vezes para o All-Star Game e ganhou o Prêmio de MVP da NBA na temporada de 2016–17. Ele também foi duas vezes líder de pontuação, três vezes líder de assistências e dois MVPs consecutivo do All-Star Game. Westbrook é um dos dois jogadores na história da NBA a ter uma média de triplo-duplo em uma temporada. Ele alcançou esse feito quatro vezes e é o líder de todos os tempos da NBA em triplo-duplo. Westbrook é conhecido por sua habilidade de pontuar perto da cesta, seus rebotes, sua durabilidade e sua intensidade como competidor.

## Primeiros anos
Russell Westbrook III nasceu em Long Beach, Califórnia, filho de Russell Westbrook Jr. e Shannon Horton. Ele tem um irmão mais novo chamado Raynard.
Crescendo em Hawthorne, Westbrook e seu melhor amigo Khelcey Barrs III tinham esperanças de ir para a UCLA e jogar juntos. Aos 16 anos, Barrs já era conhecido por ter excelentes habilidades no basquete e recebeu ofertas de bolsas de estudos para a universidade. Em maio de 2004, Barrs morreu durante um jogo. Após a morte de Barrs, Westbrook parecia ainda mais determinado a se destacar em homenagem à memória de seu melhor amigo. Westbrook nunca deixa de usar uma pulseira "KB3" em memória amorosa de seu melhor amigo.

## Carreira no ensino médio
Westbrook entrou na Leuzinger High School como armador, com apenas 1,73 m de altura e pesando apenas 64 kg, embora tivesse pés grandes. Ele não jogou no time principal da escola até seu penúltimo ano e não recebeu sua primeira carta de recrutamento para a faculdade até o verão antes de seu último ano. Westbrook cresceu até sua altura adulta de 1,91 m naquele mesmo verão.
Durante seu último ano, Westbrook teve médias de 25,1 pontos, 8,7 rebotes, 3,1 roubos de bola e 2,3 assistências e ajudou a levá-los a um recorde de 25–4. Na mesma temporada, ele registrou 14 duplos-duplos, marcou 30 ou mais pontos em oito ocasiões distintas e registrou 51 pontos em 6 de janeiro de 2006. Westbrook inicialmente não atraiu muita atenção dos principais programas de basquete universitário. Depois que sua altura aumentou, contribuindo para uma média de mais de 25 pontos e se tornando um sólido prospecto de basquete universitário, o técnico Ben Howland o recrutou para jogar pelo UCLA Bruins. Westbrook recusou outras ofertas enquanto esperava Jordan Farmar, dos Bruins, sair mais cedo para a NBA e liberar uma bolsa de estudos.

## Carreira universitária

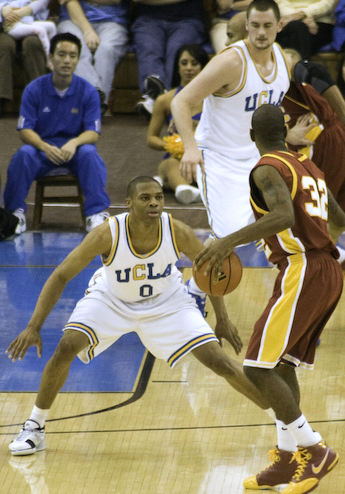
Westbrook defendendo em O. J. Mayo da USC

Westbrook usou o número 0 durante toda a sua carreira em UCLA. Como calouro na temporada de 2006-07, ele jogou como reserva de Darren Collison e foi usado principalmente como defensor. Westbrook teve médias de 3,4 pontos, 0,8 rebotes e 0,7 assistências no ano. Durante a entressafra, ele treinou extensivamente, tanto na sala de musculação quanto na academia, onde enfrentou veteranos da NBA que visitaram Los Angeles. Na temporada seguinte, Collison se machucou e Westbrook foi nomeado titular. Ele terminou a temporada com médias de 12,7 pontos, 3,9 rebotes, 4,7 assistências e 1,6 roubos de bola. No final do ano, ele foi nomeado para a Terceira-Equipe da Pac-10 e ganhou o Jogador Defensivo do Ano da Pac-10.
A UCLA avançou para o Final Four do Torneio da NCAA durante cada uma das temporadas de Westbrook com o time. Em 2007, eles perderam para o eventual campeão nacional Florida, por 76–66, e em 2008, perderam por 78–63 para Memphis. Após dois anos na UCLA, Westbrook decidiu abrir mão de seus dois últimos anos e entrar no draft da NBA de 2008. Ele continuou na universidade e terminou o trimestre, uma raridade para escolhas altas no draft que se declaram cedo para o draft.

## Carreira profissional

### Oklahoma City Thunder (2008–2019)

#### Novato e playoffs (2008–10)

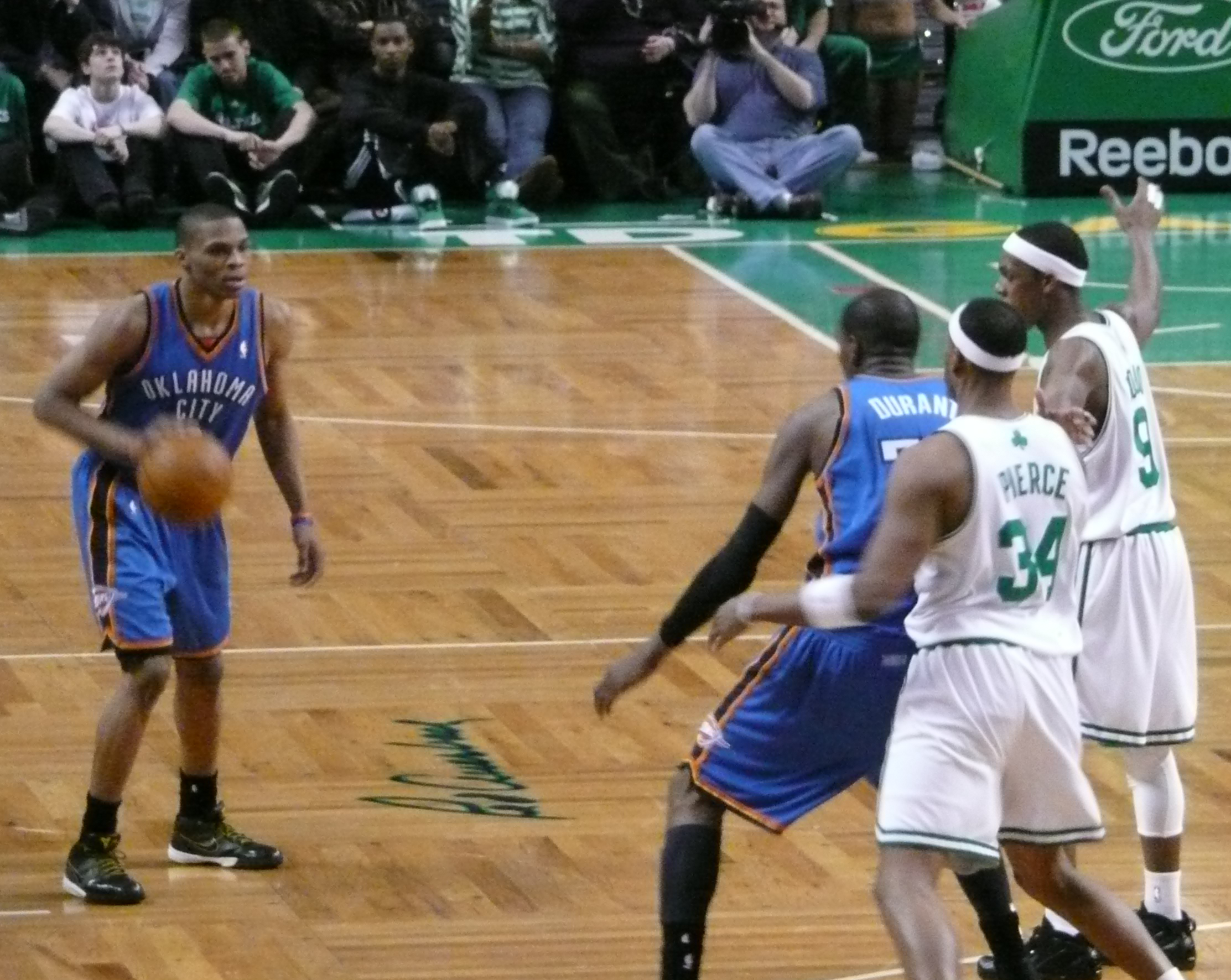
Westbrook (à esquerda) olha para o então companheiro de equipe Kevin Durant contra o Boston Celtics em 2010.

Westbrook foi selecionado pelo Seattle SuperSonics como a quarta escolha geral no draft da NBA de 2008. Seis dias depois, a equipe se mudou para Oklahoma City e se tornou o Thunder. Ele assinou um contrato de 4 anos e US$16.3 milhões com o time em 5 de julho de 2008.
Em 2 de março de 2009, Westbrook registrou seu primeiro triplo-duplo da carreira com 17 pontos, 10 rebotes e 10 assistências. Ele foi o primeiro novato desde Chris Paul e o terceiro novato na história da franquia Sonics/Thunder (Art Harris e Gary Payton) a registrar um triplo-duplo.
Westbrook teve médias de 15,3 pontos, 5,3 assistências, 4,9 rebotes e 1,3 roubos de bola em sua temporada de novato. Ele terminou em quarto lugar na votação de Prêmio de Novato do Ano da temporada de 2008-09 e foi nomeado para a Primeira-Equipe de Novatos da NBA.
Em sua segunda temporada, e sua primeira temporada como titular em tempo integral, Westbrook teve médias de 16,1 pontos, 8,0 assistências, 4,9 rebotes e 1,3 roubos de bola. O Thunder fez uma grande reviravolta ao mais que dobrar suas vitórias da temporada anterior e se classificou para os playoffs com um recorde de 50–32. O Thunder foi eliminado pelo eventual campeão Los Angeles Lakers na primeira rodada. Na série, Westbrook intensificou seu jogo da temporada regular com médias de 20,5 pontos, 6,0 rebotes, 6,0 assistências e 3,2 roubos de bola.

#### Primeiras aparições no All-Star, All-NBA e nas finais da NBA (2010–12)

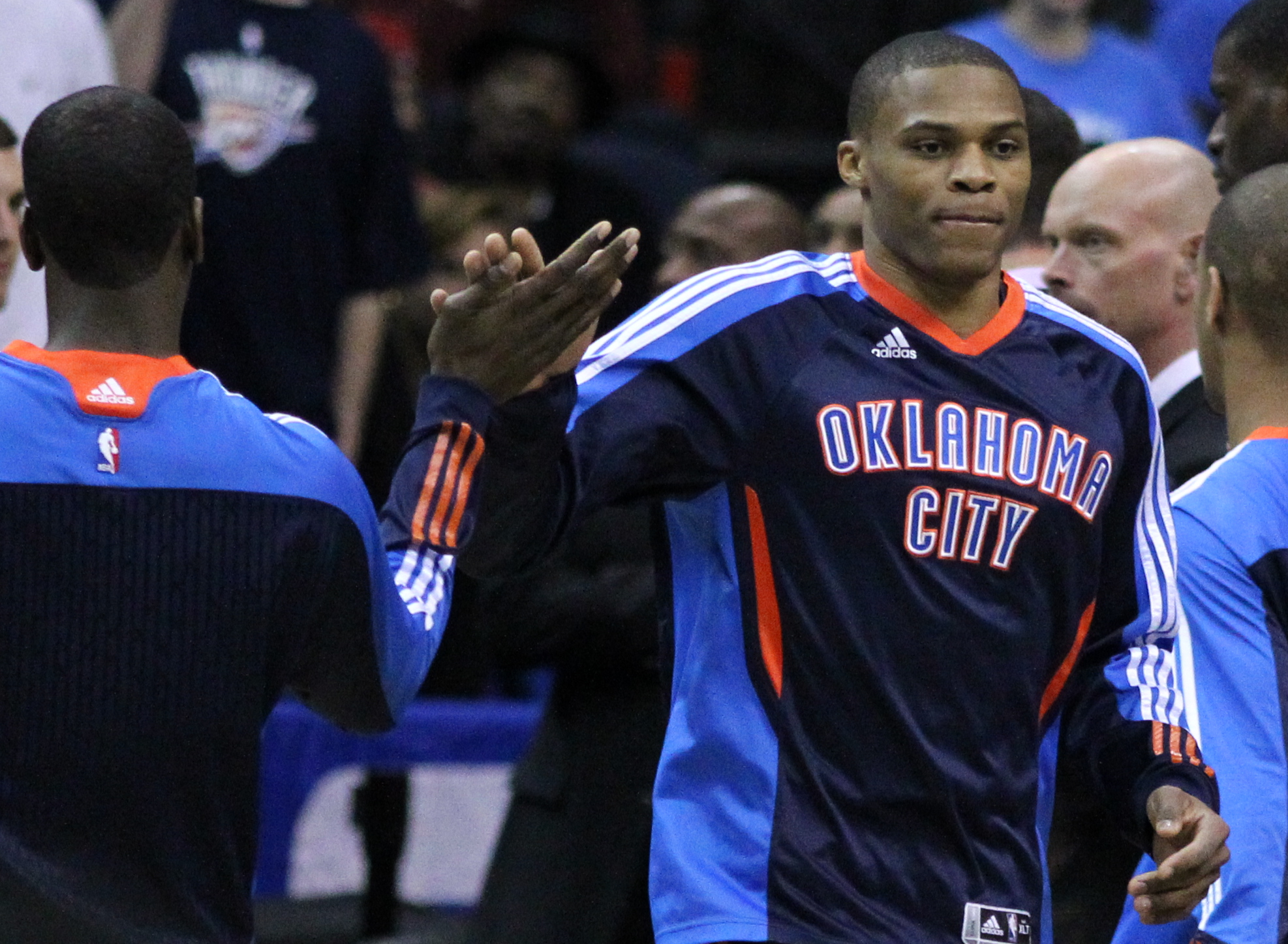
Westbrook em março de 2011

Em 26 de novembro de 2010, Westbrook marcou 43 pontos, o recorde da carreira, contra o Indiana Pacers. Westbrook foi selecionado pelos treinadores principais da NBA para ser reserva da Conferência Oeste no All-Star Game de 2011. Esta foi sua primeira aparição no All-Star Game. Westbrook terminou a temporada com médias de 21,9 pontos, 8,2 assistências, 4,6 rebotes e 1,9 roubos de bola. Ele foi nomeado para a Segunda-Equipe do All-NBA Team pela primeira vez. O Thunder terminou a temporada com um recorde de 55-27 e perdeu para o eventual campeão Dallas Mavericks nas finais da Conferência Oeste. Westbrook teve médias de 23,8 pontos, 6,4 assistências e 5,4 rebotes nos playoffs.
Na temporada de 2011-12, Westbrook foi novamente selecionado pelos treinadores para participar do All-Star Game de 2012. Em 23 de março de 2012, ele marcou 45 pontos, o recorde da carreira, em uma vitória de 149–140 na prorrogação dupla sobre o Minnesota Timberwolves. Ele teve médias de 23,6 pontos, 5,5 assistências, 4,6 rebotes e 1,7 roubos de bola na temporada encurtada pelo lockout e foi eleito para o Segundo Time da NBA pelo segundo ano consecutivo.
Westbrook ajudou a levar o Thunder às Finais da NBA pela primeira vez desde que a franquia se mudou, mas eles perderiam em cinco jogos para o Miami Heat. Em 12 de junho, no Jogo 1 das Finais, Westbrook registrou 27 pontos e 11 assistências em uma vitória de 105–94. Em uma derrota no Jogo 4, Westbrook marcou 43 pontos, o recorde da sua carreira nos playoffs.

#### Lesão que encerrou a temporada (2012–13)

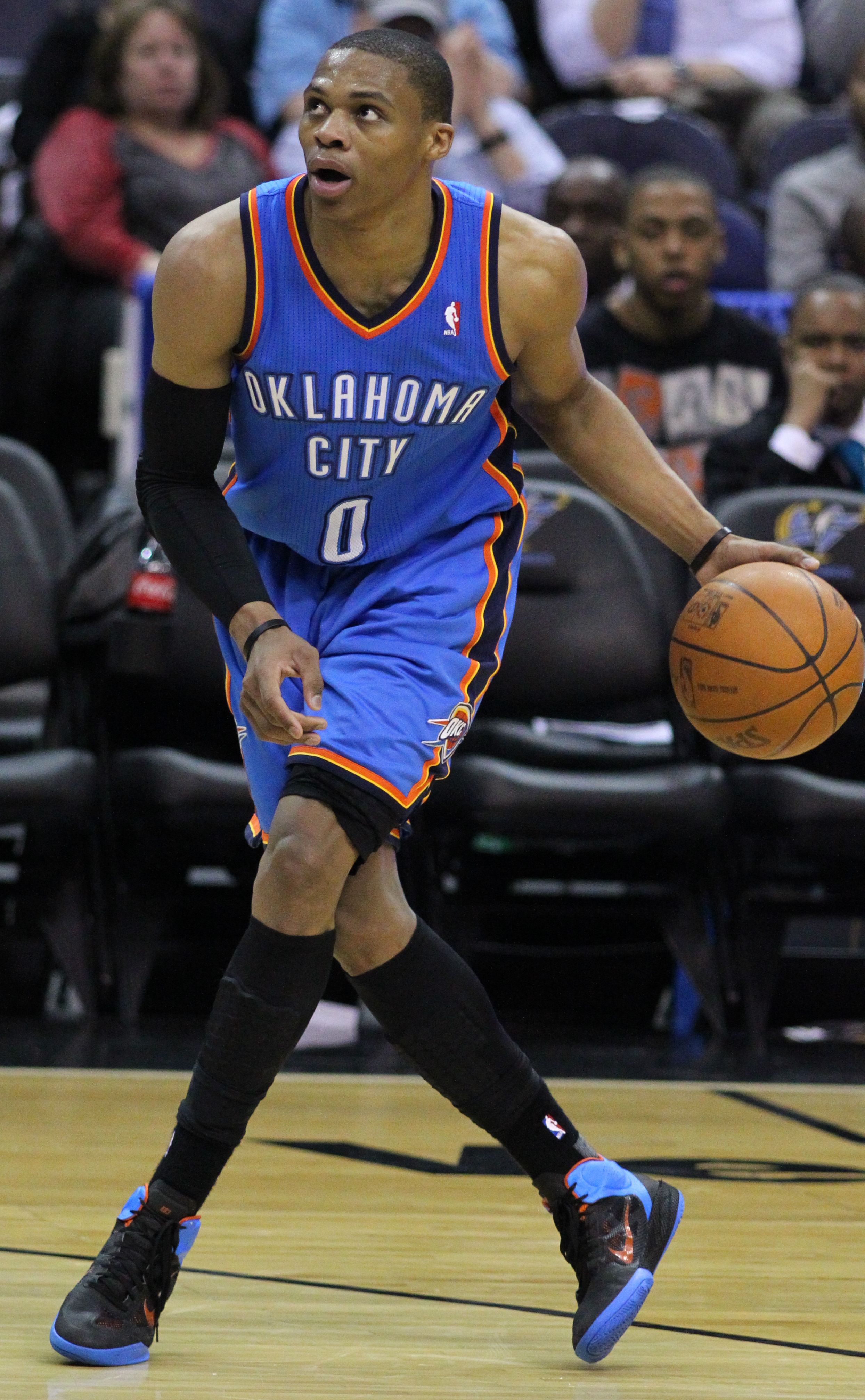
Westbrook avança para a cesta em março de 2011.

Westbrook foi novamente selecionado para o All-Star Game. Ele terminou a temporada de 2012–13 com médias de 23,2 pontos, 7,4 assistências, 5,2 rebotes e 1,8 roubos de bola. Westbrook ajudou a levar o Thunder aos playoffs e à primeira colocação na Conferência Oeste. Eles enfrentariam o 8º colocado, Houston Rockets, na primeira rodada. Em 25 de abril de 2013, no segundo jogo da série, Westbrook machucou o joelho direito quando o armador dos Rockets, Patrick Beverley, colidiu com ele na tentativa de roubar a bola. Embora Westbrook estivesse claramente incomodado com a lesão, ele continuaria jogando e terminou o jogo com 29 pontos. Foi revelado no dia seguinte que ele havia sofrido uma leve ruptura no menisco direito. Ele passou por uma cirurgia em 27 de abril de 2013 e foi declarado fora do restante dos playoffs. Sem Westbrook, o Thunder derrotou os Rockets em seis jogos, mas caiu para o Memphis Grizzlies em cinco jogos na próxima rodada. Westbrook foi nomeado para a Segunda-Equipe da All-NBA Team pelo terceiro ano consecutivo.

#### Várias cirurgias e retorno (2013–15)
Antes do início da temporada de 2013–14, Westbrook fez uma segunda cirurgia no joelho direito, o que atrasou seu retorno. Apesar dos relatos de que ele perderia as duas primeiras semanas da temporada regular, Westbrook perdeu apenas os dois primeiros jogos antes de retornar à ação. Em 26 de dezembro, no entanto, foi anunciado que ele passaria por uma cirurgia artroscópica no joelho direito e ficaria fora até depois do intervalo para o All-Star Game. Westbrook retornou em 20 de fevereiro de 2014. Ele jogou o resto da temporada com minutos limitados e ficou de fora na segunda noite de jogos consecutivos.
Westbrook e o Thunder terminaram com um recorde de 59–23, ganhando a segunda colocação na Conferência Oeste. Eles avançaram para as Finais da Conferência Oeste, onde enfrentaram o San Antonio Spurs. Em 27 de maio de 2014, em uma vitória no Jogo 4, Westbrook registrou 40 pontos, 5 rebotes, 10 assistências e 5 roubos de bola. O Thunder perdeu a série para o eventual campeão da NBA, Spurs, em seis jogos. Westbrook teve médias de 26,7 pontos, 8,1 assistências e 7,3 rebotes na pós-temporada.

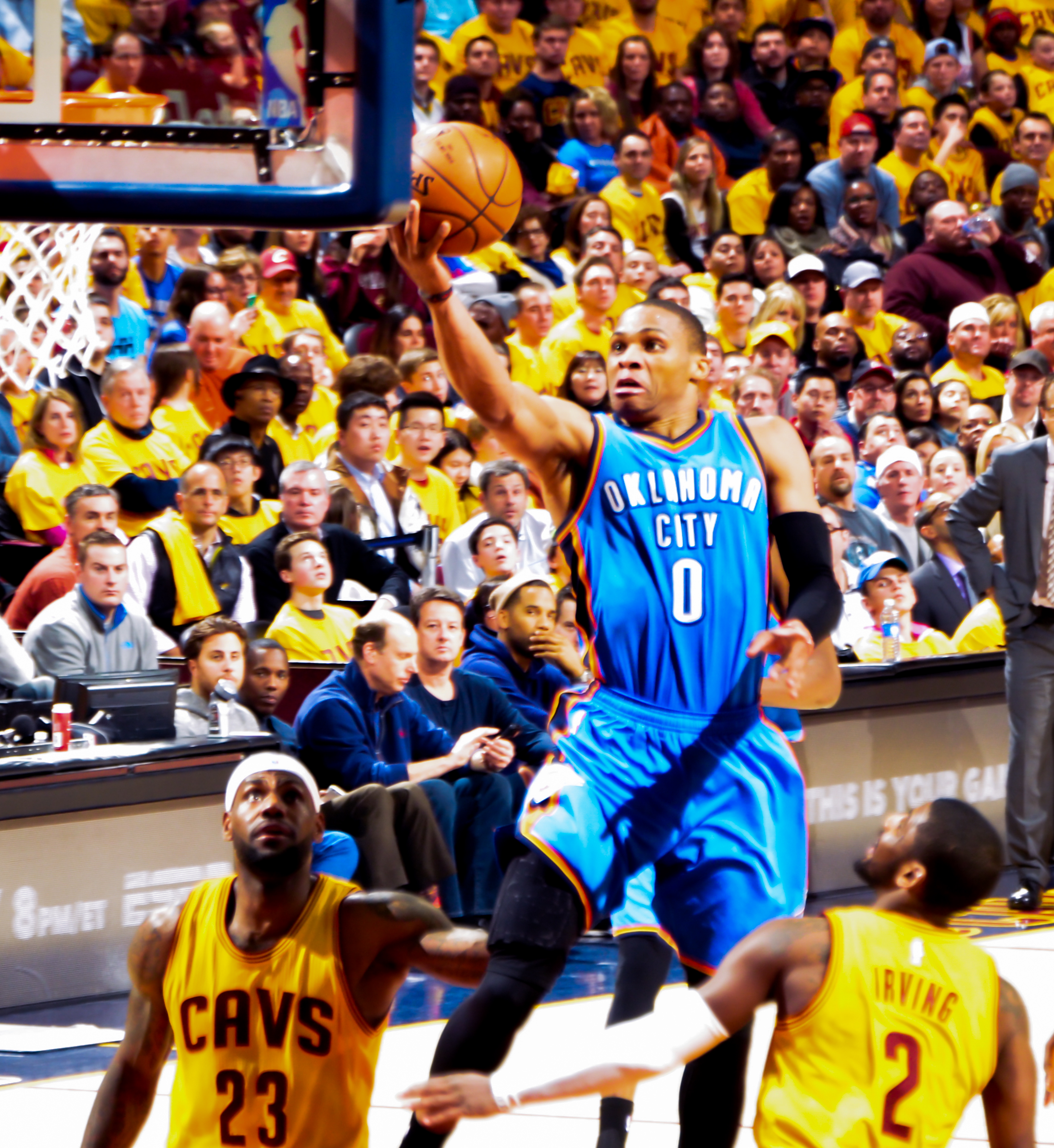
Westbrook tenta uma bandeja contra Cleveland em 2015.

Após marcar 38 pontos em uma derrota por 106–89 para o Portland Trail Blazers na abertura da temporada de 2014–15, Westbrook sofreu uma pequena fratura no segundo metacarpo da mão direita no jogo seguinte contra o Los Angeles Clippers. Ele perdeu 14 jogos com a lesão. Com Westbrook e Durant inativos devido a lesões, o Thunder acumulou um recorde de 4–12 antes do retorno de Westbrook em 28 de novembro. No primeiro jogo de volta de Westbrook, ele levou o Thunder a uma vitória sobre o New York Knicks com 32 pontos. Durant retornou no jogo seguinte para enfrentar o New Orleans Pelicans, e a dupla ajudou o Thunder a entrar em uma sequência de sete vitórias consecutivas para retornar à disputa dos playoffs.
Em 4 de fevereiro de 2015, após empatar o recorde da carreira com 45 pontos em uma vitória de 102–91 sobre o New Orleans Pelicans, Westbrook quebrou essa marca para marcar um novo recorde da carreira de 48 pontos dois dias depois, desta vez em uma derrota de 116–113 para os Pelicans. Após se machucar no ano anterior, Westbrook retornou ao All-Star Game em 2015. Ele marcou 41 pontos e foi nomeado o MVP do All-Star. Em 27 de fevereiro, em uma derrota para o Portland Trail Blazers, Westbrook registrou 40 pontos, 13 rebotes e 11 assistências para se tornar o primeiro jogador a ter três triplos-duplos consecutivos desde que LeBron James o fez em 2009.
Em 4 de março, Westbrook registrou 49 pontos e 16 rebotes, recordes da sua carreira. Ele adicionou 10 assistências para seu quarto triplo-duplo consecutivo, ajudando o Thunder a derrotar o Philadelphia 76ers por 123–118 na prorrogação. Sua sequência chegou ao fim na noite seguinte contra o Chicago Bulls, quando ele registrou 43 pontos, 8 rebotes e 7 assistências em uma derrota por 105–108. Em 12 de abril, ele marcou 54 pontos em uma derrota para o Indiana Pacers. Ele ajudou o Thunder a vencer os dois jogos finais do time na temporada de 2014–15; no entanto, o time perdeu os playoffs, terminando em nono no Oeste com um recorde de 45–37.

#### Segundo MVP do All-Star Game (2015–16)
Em 30 de outubro de 2015, para começar a temporada de 2015-16, Westbrook e Durant marcaram 40 pontos cada contra o Orlando Magic. Em 4 de janeiro, Westbrook foi nomeado Co-Jogador do Mês da Conferência Oeste em dezembro, ao lado de Durant.

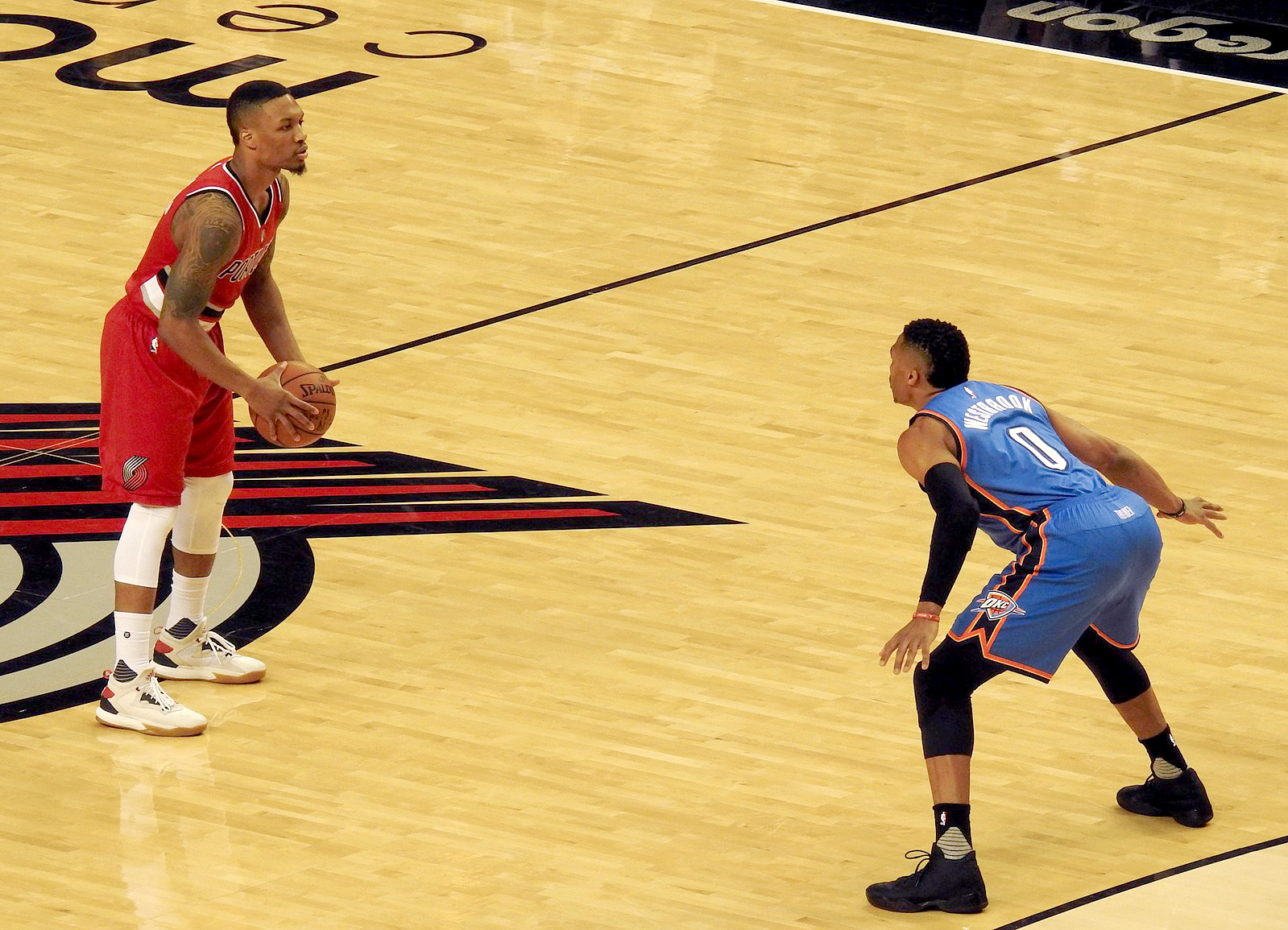
Westbrook defendendo Damian Lillard em janeiro de 2016

Westbrook foi votado para ser titular em seu primeiro All-Star Game em 2016, e ganhou seu segundo prêmio de MVP do All-Star Game. Ele registrou 31 pontos, oito rebotes, cinco assistências e cinco roubos de bola em 22 minutos, e se tornou o primeiro jogador na história do All-Star a ganhar MVPs consecutivos. Em 22 de março, ele registrou seu 15º triplo-duplo da temporada e o 34º de sua carreira com 21 pontos, 15 assistências e 13 rebotes em uma vitória de 111–107 sobre o Houston Rockets, acumulando o maior número de triplos-duplos por um jogador em uma temporada desde 1988–89, quando Magic Johnson teve 17 e Michael Jordan teve 15.
Nos playoffs, Westbrook ajudou a guiar o Thunder além do Dallas Mavericks na primeira rodada e do San Antonio Spurs na segunda rodada. Nas finais da Conferência Oeste, eles enfrentaram o atual campeão Golden State Warriors, levando vantagem de jogar em casa após ganhar o Jogo 1 da série na estrada. Com a série empatada em 1–1 após o Jogo 2, o Thunder voltou para casa e levou uma vantagem de 3–1 com duas vitórias em casa. No Jogo 4, Westbrook registrou seu quinto triplo-duplo nos playoffs na carreira com 36 pontos, 11 rebotes e 11 assistências em uma vitória de 118–94. Apesar de liderar a série por 3–1, o Thunder foi derrotado por quatro jogos a três pelos Warriors e saiu dos playoffs.

#### MVP e primeira temporada de triplo-duplo (2016–17)

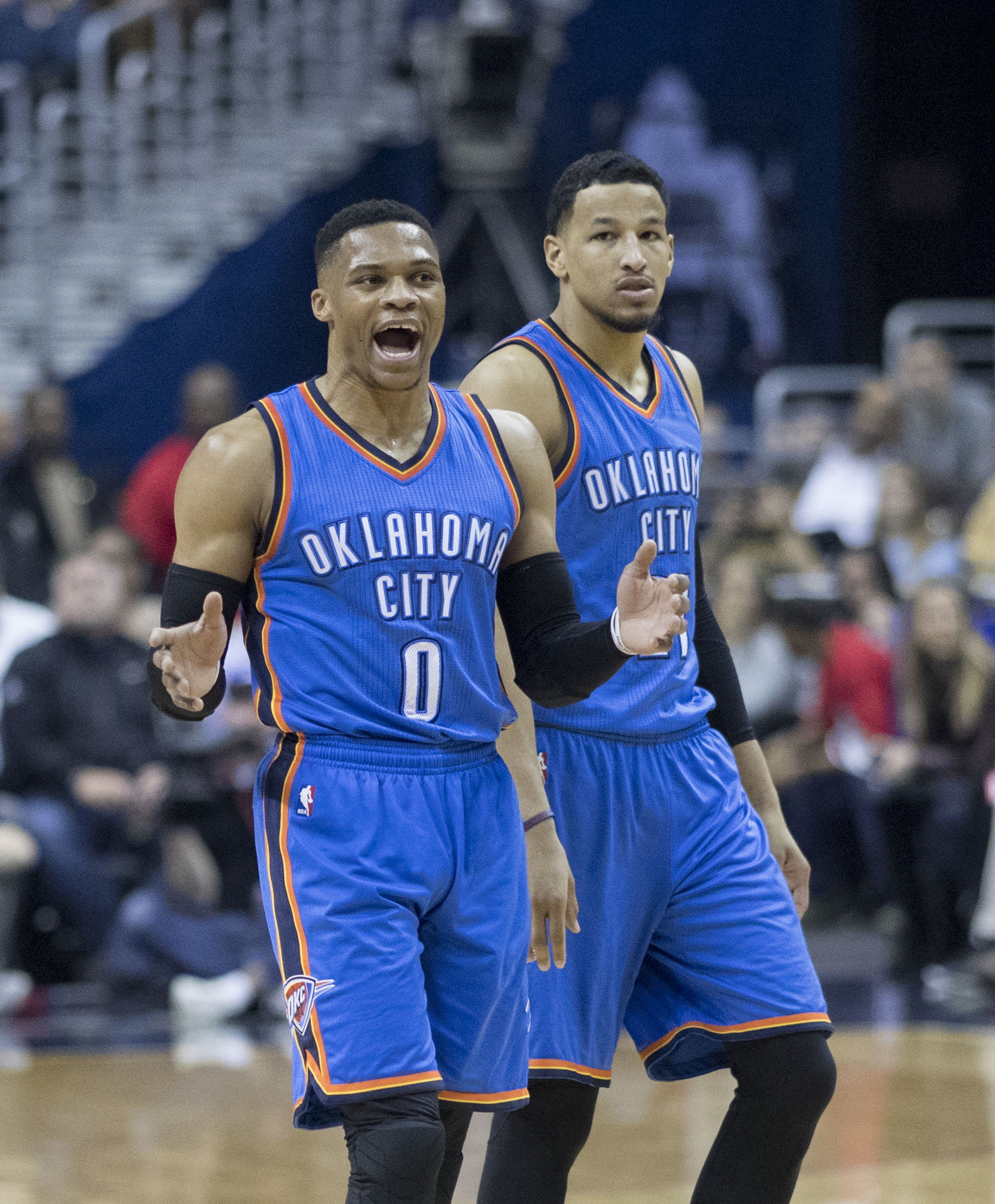
Westbrook com André Roberson

Após a saída de Durant, especulações começaram a girar em torno de Westbrook, cujo contrato expiraria em 2017. O Thunder estava determinado a manter Westbrook e adiou todas as negociações para negociar uma extensão. Em 4 de agosto de 2016, Westbrook assinou uma extensão de contrato de três anos e US$ 85,7 milhões com o Thunder. Ele se tornou o ponto focal da equipe. Em 9 de dezembro, Westbrook registrou seu sétimo triplo-duplo consecutivo com 27 pontos, 10 rebotes e 10 assistências em uma derrota por 102–99 para o Houston Rockets. Essa sequência foi a mais longa de triplo-duplo desde que Michael Jordan teve sete triplos-duplos consecutivos em 1989.

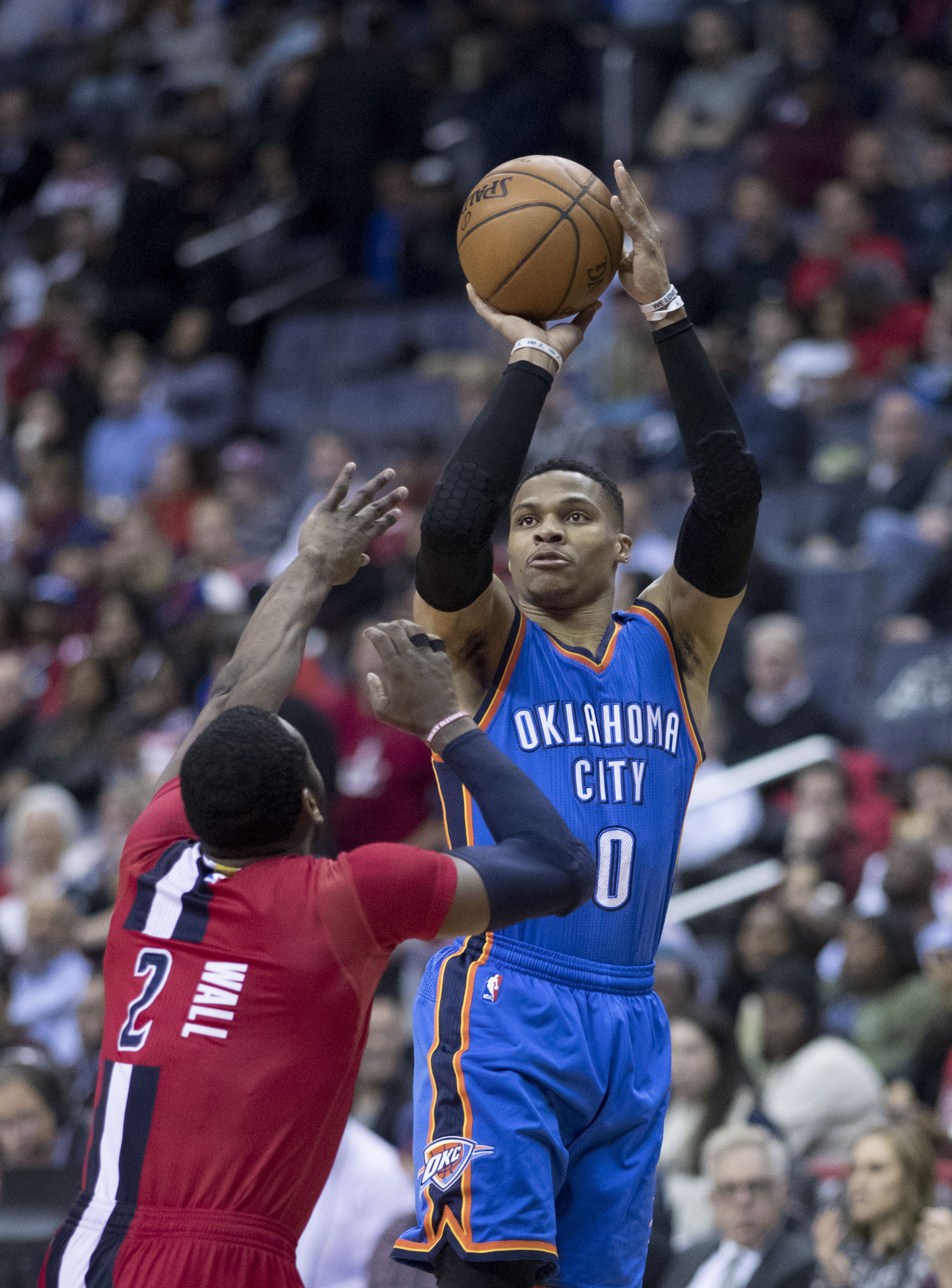
Westbrook arremessando sobre John Wall do Washington Wizards

Westbrook empatou o recorde de Oscar Robertson de 41 triplos-duplos em uma única temporada em 4 de abril contra o Milwaukee Bucks. Seu histórico 42º triplo-duplo, quebrando o recorde de Robertson de mais triplos-duplos em uma temporada, veio em uma vitória de 106–105 contra o Denver Nuggets em 9 de abril. Westbrook é um dos dois jogadores na história da NBA a ter média de triplo-duplo em uma temporada. O Thunder terminou a temporada regular com um recorde de 47–35.
Em 19 de abril, no Jogo 2 da primeira rodada contra os Rockets, Westbrook teve 51 pontos. Apesar de seus esforços, o Thunder perdeu por 115–111 para cair por 2–0 na série. No Jogo 4, quatro dias depois, Westbrook teve 35 pontos, 14 rebotes e 14 assistências, mas não conseguiu levar o Thunder à vitória, pois caiu por 3–1 na série com uma derrota de 113–109. Com uma derrota para os Rockets no Jogo 5, o Thunder saiu dos playoffs com uma derrota de 4–1 na série. Westbrook teve 47 pontos no Jogo 5.
Em 26 de junho de 2017, Westbrook foi nomeado o ganhador do Prêmio de MVP da NBA. Ele foi o primeiro vencedor de um time com menos de 50 vitórias desde Moses Malone em 1982.

#### Segunda temporada de triplo-duplo e decepção nos playoffs (2017–18)
Em 29 de setembro de 2017, Westbrook assinou uma extensão de contrato de cinco anos e US$ 205 milhões com o Thunder. O acordo deu a Westbrook o maior contrato garantido na história da NBA na época — seis temporadas e US$ 233 milhões até a temporada de 2022-23. Dando continuidade à sua histórica temporada de 2016-17, Westbrook teve um triplo-duplo na abertura da temporada do Thunder contra o New York Knicks em 19 de outubro. Jogando ao lado dos novos companheiros de equipe, Paul George e Carmelo Anthony, Westbrook teve 21 pontos, 10 rebotes e 16 assistências em uma vitória por 105-84. Depois de começar a temporada com um recorde de 8–12, o Thunder melhorou para 20–15 com uma vitória de 124–107 sobre o Toronto Raptors em 27 de dezembro. Westbrook teve 30 pontos, 13 assistências e oito rebotes contra os Raptors enquanto o Thunder venceu seu sexto jogo consecutivo.
Em 13 de março de 2018, Westbrook registrou 32 pontos, 12 assistências e 12 rebotes em uma vitória de 119–107 sobre o Atlanta Hawks, tornando-se o quarto jogador na história da NBA a registrar 100 triplos-duplos, juntando-se a Oscar Robertson (181), Magic Johnson (138) e Jason Kidd (107). Em 9 de abril, Westbrook registrou seu 25º triplo-duplo da temporada com 23 pontos, 18 rebotes e 13 assistências em uma vitória de 115–93 sobre o Miami Heat, ajudando o Thunder a garantir uma vaga nos playoffs. Westbrook terminou a temporada como líder da liga em assistências com média de 10,3 e foi nomeado para a Segunda-Equipe do All-NBA Team. No Jogo 5 da primeira rodada dos playoffs contra o Utah Jazz, Westbrook marcou 33 de seus 45 pontos no segundo tempo, enquanto o Oklahoma City se recuperou de 25 pontos para lutar contra a eliminação e vencer o Jazz por 107–99. Ele também teve 15 rebotes e sete assistências. No Jogo 6, Westbrook marcou 46 pontos em uma derrota por 96–91, quando o Thunder saiu dos playoffs com uma derrota por 4–2.

#### Terceira temporada de triplo-duplo e última temporada em Oklahoma (2018–19)
Westbrook perdeu a pré-temporada e os dois primeiros jogos da temporada de 2018–19 após passar por um procedimento em setembro de 2018 para lidar com uma inflamação no joelho direito. Em sua estreia na temporada pelo Thunder em 21 de outubro, Westbrook teve 32 pontos, 12 rebotes e oito assistências em 35 minutos em uma derrota por 131–120 para o Sacramento Kings. Em 19 de novembro, ele retornou à escalação após perder cinco jogos com uma entorse no tornozelo esquerdo e teve 29 pontos e 13 assistências em uma derrota por 117–113 para os Kings. Em 10 de janeiro de 2019, ele registrou 24 assistências, o recorde de sua carreira, além de 24 pontos e 13 rebotes em uma derrota por 154–147 na prorrogação dupla para o San Antonio Spurs.
Em 31 de janeiro, Westbrook recebeu sua oitava seleção para o All-Star Game da carreira ao ser nomeado reserva da Conferência Oeste. Em 11 de fevereiro, Westbrook quebrou o recorde de Wilt Chamberlain de mais triplos-duplos consecutivos após somar 21 pontos, 14 rebotes e 11 assistências em uma vitória de 120–111 sobre o Portland Trail Blazers. Em 14 de fevereiro, ele registrou 44 pontos, 14 rebotes e 11 assistências em uma derrota de 131–122 para o New Orleans Pelicans. Além de aumentar sua sequência de triplos-duplos, Westbrook ultrapassou Gary Payton (18.207 pontos) como o líder de pontuação na história da franquia. Sua sequência de 11 jogos consecutivos com um triplo-duplo terminou no primeiro jogo após o intervalo do All-Star Game, quando ele registrou 43 pontos, 15 rebotes e oito assistências em uma vitória de 148–147 na prorrogação dupla sobre o Utah Jazz.
Em 2 de abril, Westbrook teve 20 pontos, 20 rebotes e 21 assistências em uma vitória de 119–103 sobre o Los Angeles Lakers. Ele se tornou o segundo jogador na história da NBA a registrar 20 pontos, 20 rebotes e 20 assistências em um único jogo. Westbrook liderou a liga em assistências por jogo pela terceira temporada consecutiva. O Thunder perdeu em cinco jogos para o Trail Blazers na primeira rodada dos playoffs. Foi a terceira temporada consecutiva em que o time foi eliminado na primeira rodada.

### Houston Rockets (2019–2020)

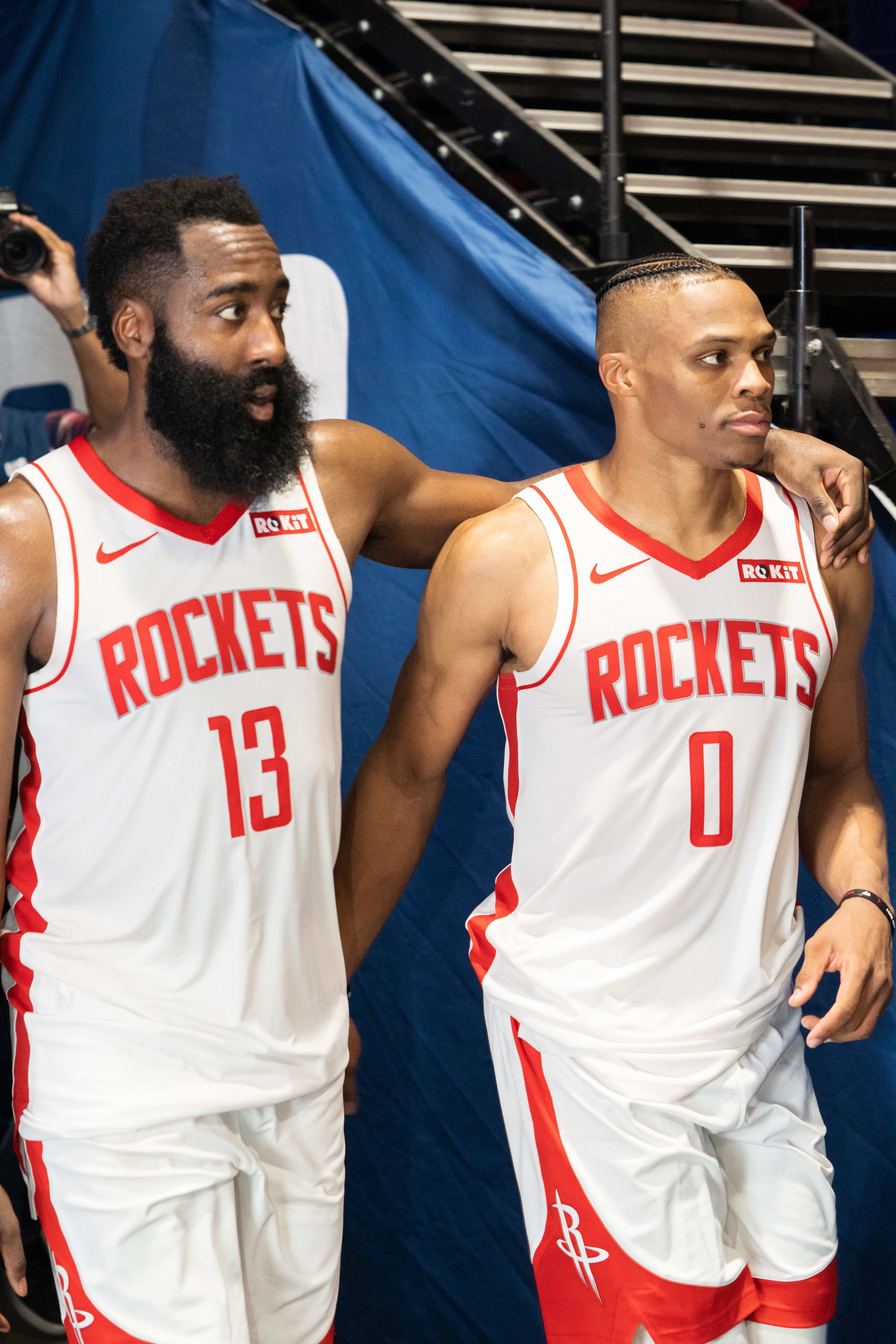
Westbrook se reuniu com o ex-companheiro de equipe do Thunder, James Harden, em Houston.

Em 16 de julho de 2019, Westbrook foi negociado com o Houston Rockets por Chris Paul, duas escolhas de primeira rodada e duas escolhas de primeira rodada. A mudança reuniu Westbrook com o ex-companheiro de equipe do Thunder, James Harden; os dois jogadores expressaram interesse mútuo e entusiasmo em jogar juntos nesta fase de suas carreiras. 
Westbrook fez sua estreia nos Rockets em uma derrota por 117–111 contra o Milwaukee Bucks em 24 de outubro de 2019, liderando o time com 24 pontos, 16 rebotes e sete assistências em 33 minutos. No segundo jogo de Westbrook pelos Rockets em 26 de outubro de 2019, ele se tornou o segundo de todos os tempos em triplos-duplos na carreira, passando Magic Johnson com uma performance de 28 pontos, 13 assistências e 10 rebotes em uma vitória de 126–123 contra o New Orleans Pelicans.
Em 9 de janeiro de 2020, Westbrook fez seu retorno a Oklahoma pela primeira vez como visitante, registrando 34 pontos, 2 rebotes e 5 assistências em uma derrota de 113–92. Com seu triplo-duplo contra o Thunder em 20 de janeiro, ele se juntou a LeBron James como os únicos dois jogadores a registrar triplos-duplos contra todos os 30 times da NBA.
A suspensão da temporada de 2019–20 começou em março devido à pandemia de COVID-19. Ele voltou ao time mais tarde naquele mês em Orlando, Flórida, para o reinício da liga. No terceiro jogo após seu retorno, Westbrook distendeu o quadríceps direito e perdeu quatro dos cinco jogos restantes da temporada regular. Nos playoffs, ele perdeu os quatro primeiros jogos da série de primeira rodada contra o Oklahoma City. Ele ajudou Houston a avançar para as semifinais, onde foi eliminado por 4 a 1 pelos Lakers. Em seus oito jogos de playoffs, Westbrook teve médias de 17,9 pontos, 7,0 rebotes e 4,6 assistências, as menores médias de sua carreira na pós-temporada.

### Washington Wizards (2020–2021)
Em 2 de dezembro de 2020, em meio a rumores de que ele e Harden estavam infelizes e queriam sair dos Rockets, Westbrook foi negociado com o Washington Wizards por John Wall e uma escolha de primeira rodada de 2023. Ele não foi nomeado para o All-Star Game de 2021, perdendo o jogo pela primeira vez desde 2014. Em 30 de março de 2021, Westbrook se tornou o primeiro jogador desde Magic Johnson em 1988 a registrar um triplo-duplo de 30–10–20 com 35 pontos, 21 assistências e 14 rebotes, em uma vitória de 132–124 sobre o Indiana Pacers. Seu 16º triplo-duplo em seu 38º jogo com os Wizards, Westbrook quebrou o recorde da franquia de Darrell Walker de mais triplos-duplos, que durou 30 anos.
Em 4 de maio, Westbrook conquistou sua quarta temporada com média de triplo-duplo após somar 14 pontos, 21 rebotes, o recorde da carreira, e 24 assistências em uma vitória de 154–141 contra os Pacers. Em 10 de maio, ele marcou 28 pontos, 13 rebotes e 21 assistências em uma derrota de 125–124 contra o Atlanta Hawks para seu 182º triplo-duplo da carreira, ultrapassando Oscar Robertson e alcançando o maior número de triplos-duplos na história da NBA. Em 15 de maio, em uma vitória de 120–105 sobre o Cleveland Cavaliers, Westbrook registrou outro triplo-duplo com 21 pontos, 12 rebotes e 17 assistências, enquanto os Wizards garantiram uma vaga no play-in. Westbrook ganhou seu terceiro título de assistência da NBA com média de 11,7 assistências, o recorde da carreira. Ele também teve média de 22,2 pontos com 43,9% de aproveitamento nos arremessos e 11,5 rebotes, o recorde da carreira.
Após uma derrota por 118–100 para o Boston Celtics no play-in, Westbrook e Bradley Beal levaram os Wizards a uma vitória arrasadora por 142–115 sobre os Pacers para garantir a última vaga nos playoffs e a primeira aparição dos Wizards nos playoffs desde 2018. Os Wizards perderam para o Philadelphia 76ers em cinco jogos na primeira rodada.

### Los Angeles Lakers (2021–2023)

#### Temporada ruim (2021–22)

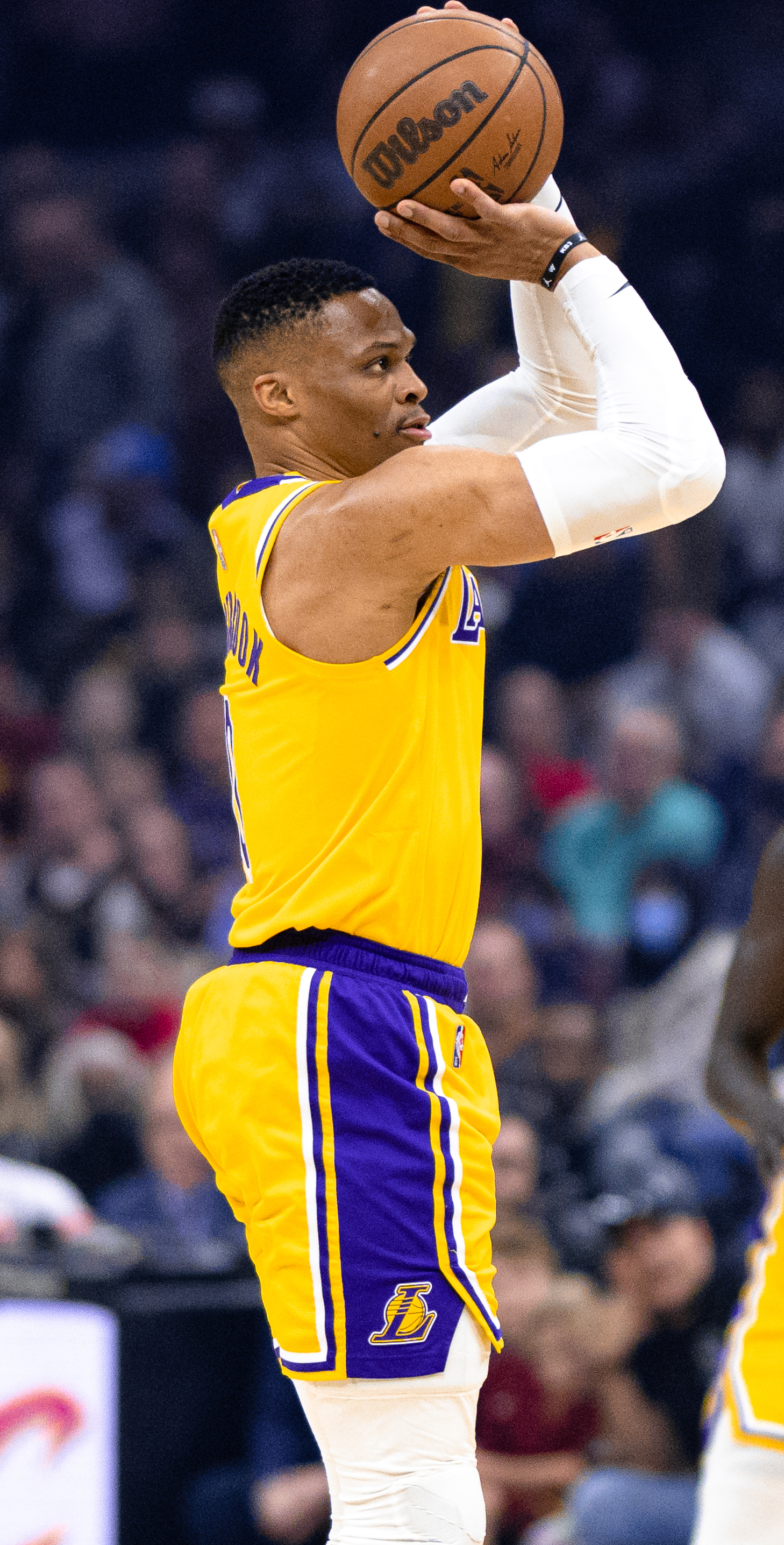
Westbrook arremessando em 2022.

Em 6 de agosto de 2021, Westbrook foi negociado com o Los Angeles Lakers por Kentavious Caldwell-Pope, Kyle Kuzma, Montrezl Harrell e os direitos de draft de Isaiah Jackson. Esta foi a terceira vez que Westbrook foi negociado e o Lakers se tornou seu quarto time em três anos. Em 19 de outubro, Westbrook fez sua estreia nos Lakers, registrando oito pontos, cinco rebotes e três assistências em uma derrota por 121–114 para o Golden State Warriors.
À medida que sua primeira temporada com o Lakers progredia, Westbrook recebeu críticas por sua má qualidade de jogo. Westbrook foi criticado após um desempenho de 4 de 20 arremessos em uma derrota por 122–115 para o Brooklyn Nets no Natal. Os Lakers tinham um recorde de 21–20 na metade da temporada regular e Westbrook costumava ser o culpado pelas dificuldades do time em relação à temporada do título de 2020. Westbrook acertou 30% da linha de três pontos e perdeu a bola 4,6 vezes por jogo até o início de janeiro, e recebeu críticas por um jogo em particular contra o Minnesota Timberwolves, onde perdeu a bola nove vezes. Westbrook respondeu aos críticos, dizendo que eles estavam apenas olhando para a planilha de estatísticas e não para seu jogo geral na quadra.
Em 4 de janeiro de 2022, em uma vitória de 122–114 sobre o Sacramento Kings, Westbrook teve seu primeiro jogo sem perdas de bola desde 14 de março de 2016. Em 19 de janeiro, ele foi colocado no banco pelo técnico do Lakers, Frank Vogel, nos quatro minutos finais de uma derrota em casa contra o Indiana Pacers.
Em 5 de abril de 2022, os Lakers foram derrotados por 121–110 pelo Phoenix Suns. Essa derrota eliminou o time de obter uma vaga nos playoffs. A temporada de 2021–22 foi a terceira temporada na carreira de Westbrook (e a primeira desde 2015) em que ele perdeu os playoffs. Após a demissão de Vogel, Westbrook disse: "Não tenho certeza de qual era o problema dele comigo". Westbrook compareceu à entrevista coletiva de apresentação do novo técnico Darvin Ham, onde o treinador disse: "Westbrook é um dos melhores jogadores que nossa liga já viu e ainda há muito no tanque". Ele disse que um tema comum de suas reuniões era "sacrifício". Westbrook ativou a opção de renovação de seu contrato, avaliado em US$ 47 milhões.

#### Sexto Homem (2022–23)
Durante a offseason, os Lakers adquiriram os armadores Patrick Beverley e Dennis Schröder. Em 28 de outubro, Westbrook saiu do banco pela primeira vez desde sua temporada de estreia e contribuiu com 18 pontos e oito rebotes em uma derrota de 111–102 para o Minnesota Timberwolves. Em 2 de novembro de 2022, a CBS Sports relatou que Westbrook descreveu seu novo papel saindo do banco como "'benéfico para todos'". Em 12 de novembro, o recorde dos Lakers era de 2–10 e eles estavam em último lugar na Conferência Oeste.
Em 9 de dezembro, Westbrook registrou seu primeiro triplo-duplo da carreira sendo reserva com 12 pontos, 11 rebotes, 11 assistências e quatro roubos de bola em uma derrota por 133–122 na prorrogação para o Philadelphia 76ers.
Em 15 de janeiro de 2023, Westbrook registrou 20 pontos, 14 rebotes e 11 assistências em uma derrota por 113–112 para o Philadelphia 76ers. Foi seu quarto triplo-duplo da carreira sendo reserva, que estabeleceu um recorde para o maior número de triplos-duplos sendo reserva na história da NBA. Em 20 de janeiro, Westbrook teve 29 pontos, cinco rebotes e seis assistências, enquanto os Lakers recuperaram uma vitória de 122–121 para quebrar a sequência de vitórias do Memphis Grizzlies em 11 jogos. Em 30 de janeiro, Westbrook fez sua 8.967ª assistência na carreira em uma derrota por 121–104 para o Brooklyn Nets, superando Gary Payton pelo décimo lugar na lista de assistências de todos os tempos.
Em 9 de fevereiro de 2023, Westbrook foi negociado com o Utah Jazz em uma troca de três times que também envolveu o Minnesota Timberwolves. Na época da troca, ele estava com médias de 15,9 pontos, 7,5 assistências e 6,2 rebotes com o Lakers em 41,7% de arremessos em 28,7 minutos, o menor da carreira.

### Los Angeles Clippers (2023–2024)
Em 20 de fevereiro, Westbrook e o Utah Jazz chegaram a um acordo de rescisão de contrato; ele não jogou em nenhuma partida pelo time.
Em 22 de fevereiro de 2023, Westbrook assinou um contrato até o fim da temporada com o Los Angeles Clippers, reunindo-se com seu antigo companheiro de equipe do Thunder, Paul George. Em 24 de fevereiro, Westbrook fez sua estreia nos Clippers, registrando 17 pontos e 14 assistências em uma derrota de 176–175 na prorrogação dupla para o Sacramento Kings. De acordo com o Bleacher Report, Westbrook "parecia rejuvenescido" após se juntar ao Clippers.
Em 5 de março, Westbrook venceu seu primeiro jogo como membro dos Clippers com uma vitória de virada de 135–129 contra o Memphis Grizzlies. Em 11 de março, Westbrook fez sua 9.062ª assistência na carreira em uma vitória de 106–95 sobre o New York Knicks, superando Isiah Thomas para o nono lugar na lista de assistências de todos os tempos. Durante a temporada regular, Westbrook teve médias de 15,8 pontos, 4,9 rebotes e 7,6 assistências, enquanto acertou 48,9% dos arremessos. Em julho de 2023, o técnico Tyronn Lue elogiou o esforço e a resistência de Westbrook, dizendo que ele havia "salvado" os Clippers durante os 20 jogos finais da temporada regular após lesões.
Os Clippers enfrentaram o Phoenix Suns na primeira rodada dos playoffs de 2023. Em 22 de abril, no Jogo 4, Westbrook marcou 37 pontos em uma derrota por 112–100. Apesar de Westbrook ter médias de 23,6 pontos, 7,6 rebotes e 7,4 assistências nos playoffs, os Clippers foram eliminados pelos Suns em cinco jogos.
Em 6 de julho de 2023, os Clippers renovaram com Westbrook em um contrato de dois anos e US$ 7,8 milhões. Após a troca de sucesso dos Clippers por James Harden, Westbrook pediu para sair do banco, principalmente para salvar uma sequência de seis derrotas que os Clippers estavam enfrentando na época. Em 2 de fevereiro, Westbrook marcou 23 pontos para se tornar o 25º jogador na história da NBA com 25.000 pontos na carreira em uma vitória de 136–125 sobre o Detroit Pistons. Ele e Harden se tornaram a terceira dupla de pontuadores de 25.000 pontos a jogar juntos na história da NBA. Eles se juntaram a LeBron James e Carmelo Anthony nos Lakers e Kevin Garnett e Paul Pierce nos Nets. Em 9 de abril, Westbrook registrou seu primeiro triplo-duplo como membro dos Clippers com 16 pontos, 15 rebotes e 15 assistências em uma vitória de 105–92 sobre o Phoenix Suns.
Em 18 de julho de 2024, Westbrook, juntamente com os direitos de draft de Balša Koprivica, uma escolha de segunda rodada e considerações em dinheiro, foi negociado com o Utah Jazz em troca de Kris Dunn. Ele foi então dispensado em 20 de julho.

### Denver Nuggets (2024–presente)
Em 26 de julho de 2024, Westbrook assinou um contrato de 2 anos e US$6.7 milhões com o Denver Nuggets.
Em 19 de novembro, Westbrook conseguiu seu 200º triplo-duplo na carreira com 12 pontos, 10 rebotes e 14 assistências em uma vitória de 122–110 sobre o Memphis Grizzlies. Ele também se tornou o primeiro jogador na história da NBA a atingir pelo menos 200 triplos-duplos na carreira.

## Carreira na seleção nacional

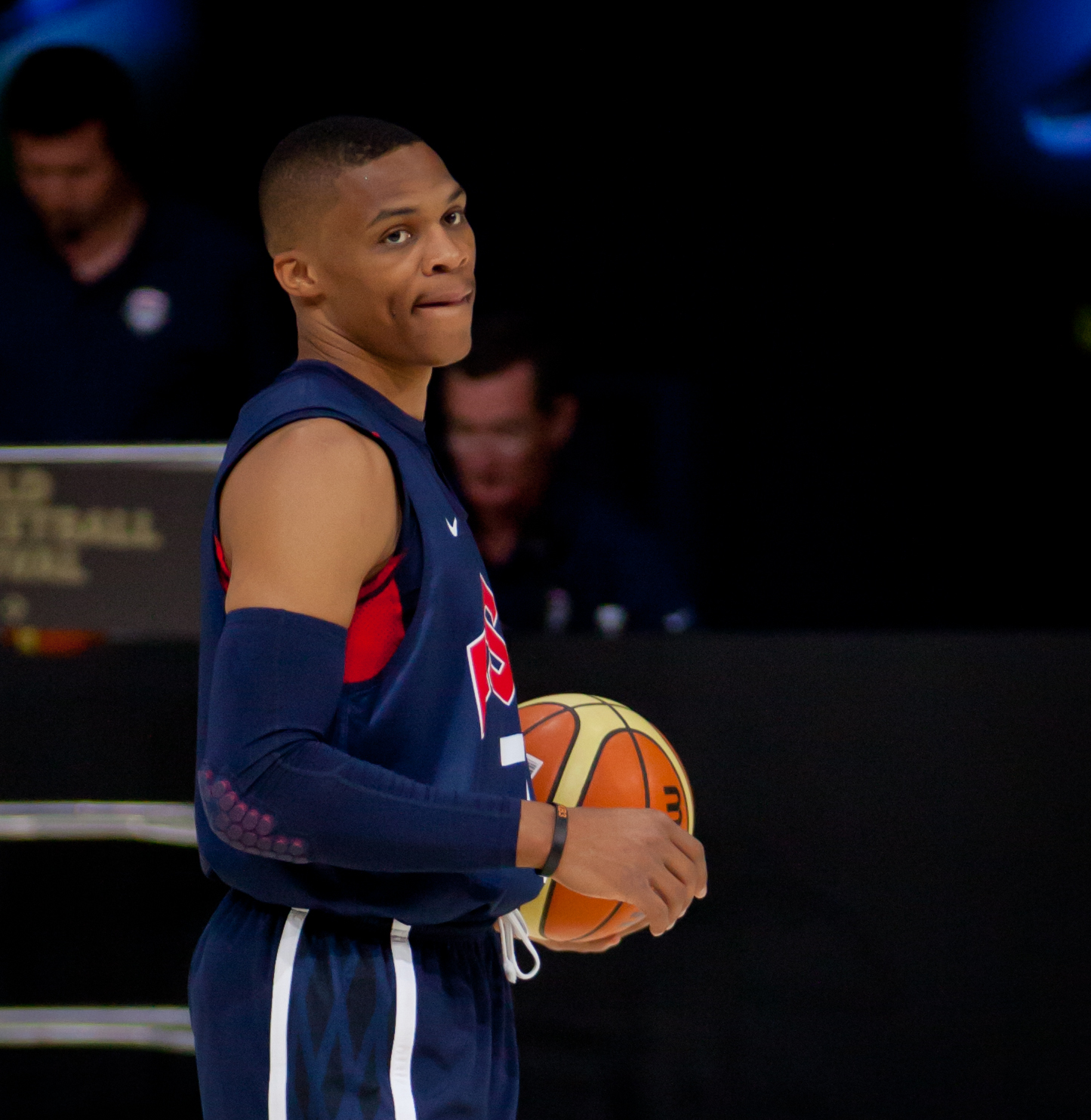
Westbrook com a Seleção dos Estados Unidos em 2012.

Em 2010, ele foi convocado para a Seleção dos Estados Unidos para disputar o Campeonato Mundial de 2010 na Turquia. Em uma equipe sem nenhum All-Star ou um único membro da equipe que ganhou a medalha de ouro nos Jogos Olímpicos de 2008, Westbrook foi considerado uma estrela na equipe. A equipe de 2010 confiou em uma pequena formação, e Westbrook terminou entre os cinco jogadores na equipe com mais minutos jogados, e entre os três com mais pontos e assistências. A equipe registrou 9–0 para ganhar seu primeiro Campeonato Mundial desde 1994. A vitória automaticamente qualificou a seleção para os Jogos Olímpicos de 2012 em Londres e deu a primeira posição no ranking mundial de seleções, ultrapassando a Seleção da Argentina.
Westbrook também foi convocado para jogar para a equipe olímpica de 2012 em Londres, onde ganhou uma segunda medalha de ouro. Ele recusou um convite para se juntar à equipe olímpica de 2016.

## Estatísticas na NBA
|  | Líder da liga            |
|  | MVP da temporada regular |

### Temporada regular
| Ano      | Equipe        | PJ    | PT    | MPJ  | AP   | 3P   | LL   | RT   | AS   | BR  | TO | PPJ  |
| -------- | ------------- | ----- | ----- | ---- | ---- | ---- | ---- | ---- | ---- | --- | -- | ---- |
| 2008–09  | Oklahoma City | 82    | 65    | 32.5 | .398 | .271 | .815 | 4.9  | 5.3  | 1.3 | .2 | 15.3 |
| 2009–10  | Oklahoma City | 82    | 82    | 34.3 | .418 | .221 | .780 | 4.9  | 8.0  | 1.3 | .4 | 16.1 |
| 2010–11  | Oklahoma City | 82    | 82    | 34.7 | .442 | .330 | .842 | 4.6  | 8.2  | 1.9 | .4 | 21.9 |
| 2011–12  | Oklahoma City | 66    | 66    | 35.3 | .457 | .316 | .823 | 4.6  | 5.5  | 1.7 | .3 | 23.6 |
| 2012–13  | Oklahoma City | 82    | 82    | 34.9 | .438 | .323 | .800 | 5.2  | 7.4  | 1.8 | .3 | 23.2 |
| 2013–14  | Oklahoma City | 46    | 46    | 30.7 | .437 | .318 | .826 | 5.7  | 6.9  | 1.9 | .2 | 21.8 |
| 2014–15  | Oklahoma City | 67    | 67    | 34.4 | .426 | .299 | .835 | 7.3  | 8.6  | 2.1 | .2 | 28.1 |
| 2015–16  | Oklahoma City | 80    | 80    | 34.4 | .454 | .296 | .812 | 7.8  | 10.4 | 2.0 | .3 | 23.5 |
| 2016–17  | Oklahoma City | 81    | 81    | 34.6 | .425 | .343 | .845 | 10.7 | 10.4 | 1.6 | .4 | 31.6 |
| 2017–18  | Oklahoma City | 80    | 80    | 36.4 | .449 | .298 | .737 | 10.1 | 10.3 | 1.8 | .3 | 25.4 |
| 2018-19  | Oklahoma City | 73    | 73    | 36.0 | .428 | .290 | .656 | 11.1 | 10.7 | 1.9 | .5 | 23.9 |
| 2019-20  | Houston       | 57    | 57    | 35.9 | .472 | .258 | .763 | 7.9  | 7.0  | 1.6 | .4 | 27.2 |
| 2020-21  | Washington    | 65    | 65    | 36.4 | .439 | .315 | .656 | 11.5 | 11.7 | 1.4 | .4 | 22.2 |
| 2021-22  | LA Lakers     | 78    | 78    | 34.3 | .444 | .298 | .667 | 7.4  | 7.1  | 1.0 | .3 | 18.5 |
| 2022-23  | LA Lakers     | 52    | 3     | 28.7 | .417 | .296 | .655 | 6.2  | 7.5  | 1.0 | .4 | 15.9 |
| 2022-23  | LA Clippers   | 21    | 21    | 30.2 | .489 | .356 | .658 | 4.9  | 7.6  | 1.1 | .5 | 15.8 |
| 2023–24  | LA Clippers   | 68    | 11    | 22.5 | .454 | .273 | .688 | 5.0  | 4.5  | 1.1 | .3 | 11.1 |
| Carreira | Carreira      | 1.164 | 1.039 | 33.3 | .440 | .300 | .756 | 7.0  | 8.0  | 1.5 | .3 | 21.4 |
| All-Star | All-Star      | 9     | 2     | 22.4 | .506 | .338 | .588 | 5.2  | 3.8  | 1.4 | .0 | 21.6 |

### Playoffs
| Ano      | Equipe        | PJ  | PT  | MPJ  | AP   | 3P   | LL   | RT   | AS   | BR  | TO  | PPJ  |
| -------- | ------------- | --- | --- | ---- | ---- | ---- | ---- | ---- | ---- | --- | --- | ---- |
| 2010     | Oklahoma City | 6   | 6   | 35.3 | .473 | .417 | .842 | 6.0  | 6.0  | 1.7 | .2  | 20.5 |
| 2011     | Oklahoma City | 17  | 17  | 37.5 | .394 | .292 | .852 | 5.4  | 6.4  | 1.4 | .4  | 23.8 |
| 2012     | Oklahoma City | 20  | 20  | 38.4 | .435 | .277 | .802 | 5.5  | 5.8  | 1.6 | .4  | 23.1 |
| 2013     | Oklahoma City | 2   | 2   | 34.0 | .415 | .222 | .857 | 6.5  | 7.0  | 3.0 | .0  | 24.0 |
| 2014     | Oklahoma City | 19  | 19  | 38.7 | .420 | .280 | .884 | 7.3  | 8.1  | 2.2 | .3  | 26.7 |
| 2016     | Oklahoma City | 18  | 18  | 37.4 | .405 | .324 | .829 | 6.9  | 11.0 | 2.6 | .1  | 26.0 |
| 2017     | Oklahoma City | 5   | 5   | 38.8 | .388 | .265 | .800 | 11.6 | 10.8 | 2.4 | .4  | 37.4 |
| 2018     | Oklahoma City | 6   | 6   | 39.2 | .398 | .357 | .825 | 12.0 | 7.5  | 1.5 | .0  | 29.3 |
| 2019     | Oklahoma City | 5   | 5   | 39.4 | .360 | .324 | 88.5 | 9.0  | 10.6 | 1.0 | .6  | 22.8 |
| 2020     | Houston       | 8   | 8   | 32.8 | .421 | .242 | .532 | 7.0  | 4.6  | 1.5 | .3  | 17.9 |
| 2021     | Washington    | 5   | 5   | 37.2 | .333 | .250 | .791 | 10.4 | 11.8 | .4  | .2  | 19.0 |
| 2023     | LA Clippers   | 5   | 5   | 38.5 | .410 | .357 | .880 | 7.6  | 7.4  | 1.2 | 1.4 | 23.6 |
| 2024     | LA Clippers   | 6   | 0   | 19.0 | .260 | .235 | .615 | 4.2  | 1.7  | 1.2 | .5  | 6.3  |
| Carreira | Carreira      | 122 | 116 | 35.8 | .393 | .295 | .828 | 7.6  | 7.5  | 1.6 | .3  | 23.1 |

## Prêmios e Homenagens
- NBA Most Valuable Player (MVP): 2017
- 9x NBA All-Star: 2011, 2012, 2013, 2015, 2016, 2017, 2018, 2019, 2020
- 2x NBA All-Star Game MVP: 2015, 2016
- 9x All-NBA Team:
  - Primeiro Time: 2016, 2017
  - Segundo Time: 2011, 2012, 2013, 2015, 2018
  - Terceiro Time: 2019, 2020
- 2x NBA Scoring Champion: 2015, 2017
- 3x NBA Assists Leader: 2018, 2019, 2021
- NBA All-Rookie Team:
  - Primeiro Time: 2009
- NBA Community Assist Award: 2015
- Um dos 75 grandes jogadores da história da NBA
- Seleção dos Estados Unidos:
  - Jogos Olímpicos:
    -  Medalha de Ouro 2012

  - FIBA World Championship:
    -  Medalha de Ouro 2010
- ESPY Award Melhor Atleta Masculino: 2017